# Озброєні немертини
Озбро́єні немерти́ни (Enopla) — клас немертин, представникам якого притаманна наявність хоботка, озброєного одним або кількома стилетами. Ротовий отвір розташовується на передньому кінці тіла (термінально). Нервова система занурена під шкірно-м'язовий мішок і залягає в паренхимі.
Озброєні немертини мають переважно дрібні розміри. З донних форм до них належать Amphiporus — черв'яки 10-12 см завдовжки, котрі зазвичай мешкають під камінням в прибережній зоні, і єдиний прісноводний рід Stichostemma, нечисленні представники якого (дуже дрібні форми 1-2 см завдовжки) зустрічаються в річках і озерах Європи та Північної Америки. Ряд родів ведуть наземний спосіб життя. Нарешті, до Enopla належать пелагічні (Nectonemertes, Pelagonemertes) і паразитичні (Malacobdella) види немертін.

## Класифікація
- Ряд Monostilifera
  - Підряд Cratenemertea
    - Родина Cratenemertidae

  - Підряд Eumonostilifera
    - Родина Acteonemertidae
    - Родина Amphiporidae
    - Родина Carcinonemertidae
    - Родина Emplectonematidae
    - Родина Fasciculonemertidae
    - Родина Malacobdellidae
    - Родина Oerstediidae
    - Родина Ototyphlonemertidae
    - Родина Plectonemertidae
    - Родина Prosorhochmidae
    - Родина Tetrastemmatidae
- Ряд Polystilifera
  - Підряд Pelagica
    - Родина Armaueriidae
    - Родина Balaenanemertidae
    - Родина Buergeriellidae
    - Родина Chuniellidae
    - Родина Dinonemertidae
    - Родина Nectonemertidae
    - Родина Pachynemertidae
    - Родина Pelagonemertidae
    - Родина Phallonemertidae
    - Родина Planktonemertidae
    - Родина Protopelagonemertidae

  - Підряд Reptantia
    - Родина Brinkmanniidae
    - Родина Coellidae
    - Родина Drepanobandidae
    - Родина Drepanogigantidae
    - Родина Drepanophorellidae
    - Родина Drepanophoringiidae
    - Родина Drepanophoridae
    - Родина Paradrepanophoridae
    - Родина Siboganemertidae
    - Родина Uniporidae